# Церква Різдва Пресвятої Богородиці (Загаття)

## Історія
Греко-католицька церква Різдва Пресвятої Богородиці височіє на пагорбі села Загаття Іршавського району. Збудований храм у 1845 році на місці старої дерев'яної церкви.  
За радянських часів церква була православною і навіть зачиненою через не сприйняття католицизму Радянською владою. Таке явище було притаманним для Закарпаття і досить масовим. Релігійні суперечності сприяли витісненню католиків. Натомість поширювалось православ'я.
У приміщенні церкви, перед вівтарем, є надпис  — «Слава Божа і на землі мир».
Біля церкви стоїть каркасна двоярусна дерев'яна дзвіниця із 4-ма дзвонами.